# Prisión de Regina Coeli
La Prisión de Regina Coeli o bien la Cárcel de Regina Coeli (en italiano: Carcere di Regina Coeli, donde Regina Coeli quiere decir en latín: "Reina del Cielo") es la prisión más conocida en la ciudad de Roma, la capital de Italia. Anteriormente un convento católico (de ahí el nombre), fue construida en 1654 en el barrio de Trastevere. Comenzó a servir como prisión en 1881. La construcción fue iniciada por el Papa Urbano VIII en 1642, pero su muerte detuvo las obras y el complejo quedó sin terminar. Entre 1810 y 1814 el antiguo convento católico fue confiscado por las fuerzas francesas de Napoleón, que suprimieron todas las órdenes religiosas en los territorios bajo control francés durante las guerras napoleónicas. Mientras que el complejo fue devuelto a las monjas carmelitas poco después, abandonaron el convento en 1873, y el Reino de reciente creación de Italia confiscó el complejo y decidió convertirlo en una prisión en 1881. La restauración se llevó a cabo bajo la dirección de Carlo Morgini y se completó sólo en 1900 un nuevo complejo de viviendas de una prisión para mujeres, llamado "Le Mantellate" fue erigido cerca en un lugar también antiguamente ocupado por un convento católico.